# Gustave VI Adolphe
Pour les articles homonymes, voir Gustave-Adolphe de Suède et Gustave de Suède (homonymie).
Gustave VI Adolphe (en suédois : Gustaf VI Adolf), né le 11 novembre 1882 à Stockholm et mort le 15 septembre 1973 à Helsingborg, est roi de Suède de 1950 à sa mort.
Il est le fils de Gustave V, roi de Suède, et de Victoria de Bade, et grand-père de l'actuel roi Charles XVI Gustave.

## Biographie

### Héritier du trône

#### Naissance et études
Gustave-Adolphe, duc de Scanie, fait ses études aux universités d'Uppsala et d'Oslo. Il entre dans l'armée royale suédoise en 1902 et reçoit en 1932 le grade de général.

#### Mariage et descendance
Le 15 juin 1905, il épouse Margaret de Connaught (15 janvier 1882 - 1er mai 1920, petite-fille de la reine Victoria du Royaume-Uni), dont il a cinq enfants : 
- Gustave-Adolphe (1906-1947), duc de Västerbotten, épouse en 1932 Sibylle de Saxe-Cobourg et Gotha (1908-1972) ; père de l'actuel roi Charles XVI Gustave, qui succèdera à son grand-père en 1973 ;
- Sigvard (1907-2002), exclu de la succession au trône en 1934 et déchu de son titre de duc d'Uppland, en raison d'un mariage morganatique ; titré en 1951 comte de Wisborg par la grande-duchesse Charlotte de Luxembourg ;
- Ingrid (1910-2000), épouse en 1935 le prince héritier Frédéric (1899-1972), futur roi Frédéric IX de Danemark ;
- Bertil (1912-1997), duc de Halland ; prince héritier de Suède, entre la mort en 1973 du roi Gustave VI Adolphe et la naissance en 1979 du prince Carl Philip, deuxième enfant de son neveu Charles XVI Gustave ;
- Carl Johan (1916-2012), exclu de la succession au trône en 1946 et déchu de son titre de duc de Dalécarlie, en raison d'un mariage morganatique ; titré en 1951, comme son frère Sigvard avant lui, comte de Wisborg par la grande-duchesse Charlotte de Luxembourg.

Le 3 novembre 1923, le duc de Scanie se remarie à Louise Mountbatten (13 juillet 1889 - 7 mars 1965), arrière-petite-fille de la reine Victoria du Royaume-Uni et sœur de Louis Mountbatten (1900-1979), dont il aura une fille mort-née.

#### Engagements officiels
Prince héritier durant de longues années, il lui arrive fréquemment de remplacer son père durant les nombreuses absences de ce dernier. En 1912, il préside le comité d'organisation des Jeux olympiques de Stockholm. Il intervient très peu en matière politique bien qu'ayant de la sympathie pour les réformes entreprises par les sociaux-démocrates, s'opposant ainsi au très conservateur Gustave V.

#### Seconde Guerre mondiale
Comme son père, le duc de Scanie fait preuve d'une absolue neutralité pendant la Seconde Guerre mondiale. En revanche son fils Gustave Adolphe, dont le beau-père est ouvertement lié au parti nazi, est fortement soupçonné de germanophilie, notamment en raison de ses liens avec Hermann Göring, d'où le sobriquet de « prince allemand » dont il se voit affublé par un peuple suédois très hostile.
En 1947, le prince Gustave-Adolphe trouve prématurément la mort à l'aéroport d'Amsterdam lors d'un accident d'avion de grande ligne.

### Roi de Suède

#### Accession au trône
Gustave VI Adolphe devient finalement roi en octobre 1950, à l'âge déjà avancé de presque 68 ans, à la suite de la disparition de son père, le roi Gustave V, qui s'est éteint en octobre de cette même année après plus de 40 ans de règne, à l'âge de 92 ans. Il est le premier monarque à renoncer à la cérémonie du sacre, qu'il juge trop onéreuse. Sa devise personnelle est Plikten framför allt : « Le devoir avant tout ».

#### Popularité et rôle constitutionnel
Gustave VI est un roi très populaire, un apolitique qui ne sort jamais de son rôle limité par la constitution. C'est sous son règne qu'est élaborée la réforme constitutionnelle réduisant le monarque à un rôle représentatif.

#### Passion pour l'archéologie
Il se consacre principalement à l'archéologie et n'hésite pas à effectuer les fouilles les plus sérieuses en Italie, en Grèce ou à Chypre. Ses recherches sur la civilisation étrusque sont particulièrement reconnues par le monde scientifique. C'est également un amateur avisé d'art chinois. Il préside l'Académie royale des Belles Lettres. De plus, sa bibliothèque privée ne compte pas moins de 80 000 ouvrages. Il avait été élu associé étranger à l'Académie des inscriptions et belles-lettres en 1952.
Il est grand-maître du Svenska Frimurare Orden (l'Ordre maçonnique suédois) et grand-maître d'honneur de la Grande Loge nationale française.

#### Mort et succession
Après 23 ans de règne, le roi Gustave VI Adolphe meurt le 15 septembre 1973 d'une pneumonie à 20 h 35, à l'hôpital d'Helsingborg, près de son palais de Sofiero, à l'âge de 90 ans. C'est alors son petit-fils, Carl-Gustaf, qui lui succède à l'âge de 27 ans sous le nom de Charles XVI Gustave. Le 25 septembre 1973, le roi Gustave VI Adolphe est inhumé aux côtés de ses deux épouses, en le cimetière royal d'Haga, à l'intérieur du parc du même nom qui s'étend sur deux kilomètres le long des rives du lac de Brunnsviken.

## Titres et honneurs

### Titulature
- 11 novembre 1882 - 7 juin 1905 : Son Altesse Royale le prince Gustave Adolphe de Suède et de Norvège, duc de Scanie ;
- 7 juin 1905 - 8 décembre 1907 : Son Altesse Royale le prince Gustave Adolphe de Suède, duc de Scanie ;
- 8 décembre 1907 - 29 septembre 1950 : Son Altesse Royale le prince héritier Gustave Adolphe de Suède, duc de Scanie ;
- 29 septembre 1950 - 15 septembre 1973 : Sa Majesté le roi de Suède.

### Armes
Le roi Gustave VI Adolphe était le grand maître de l'ordre des Séraphins et ses armoiries sont exposées dans l'église de Riddarholmen :
| Blason | Blasonnement : Ecartelé : à la croix pattée d'or, qui est la Croix de Saint-Eric, cantonnée en 1 et 4, d'azur à trois couronnes d'or posées 2 et 1 (qui est de Suède moderne), en 2 et 3, d'azur, à trois barres ondées d'argent, au lion couronné d'or armé et lampassé de gueules, brochant sur le tout (qui est de Suède ancien), sur-le-tout parti de Vasa (tiercé en bande d'azur, d'argent et de gueules à la gerbe d'or brochant) et de Pontecorvo (d'azur, au pont à trois arches d'argent, sur une rivière de même, ombrée d'azur, et supportant deux tours du second ; le tout surmonté d'une aigle contournée au vol abaissé, becquée et membrée d'or empiétant un foudre de même accompagné en chef de sept étoiles d'or aussi rangées en forme de la constellation de la Grande Ourse (de Bernadotte)). |

Armoiries du prince de Suède et de Norvège, Gustave-Adolphe, de 1882 à 1905.
Armoiries du prince héritier Gustave-Adolphe de 1907 à 1950.
Armoiries de Gustave VI Adolphe, roi de Suède de 1950 à 1973.
Monogramme de Gustave VI Adolphe.